# Aleksandra Mano
Aleksandra Mano (ur. 22 kwietnia 1924 w Postenanie, zm. 10 sierpnia 2005) – albańska archeolożka, działaczka albańskiego ruchu oporu podczas II wojny światowej.

## Życiorys
W 1942 roku dołączyła do batalionu Çermenikës, gdzie działała w ruchu oporu przeciwko okupacji włoskiej, następnie niemieckiej. Była dwukrotnie więziona i torturowana przez okupantów. Jej ojciec, Pandeli Mano, oraz jedna z jej sióstr byli internowani w obozie Porto Romano w Durrës.
W 1955 roku ukończyła studia na Wydziale Historyczno-Geograficznym Uniwersytetu Tirańskiego i od razu podjęła pracę naukową w dziale archeologii Akademii Nauk Albanii. Specjalizowała się głównie w znajomości starożytnej ceramiki. Prowadziła prace wykopaliskowe w kilku miastach Albanii, m.in. we Wlorze, Durrësie i Lushnji.
W 1975 roku była kierownikiem Sektora Archeologii w Instytucie Historycznym Albanii, a w następnym roku została pierwszym dyrektorem Centrum Badań Archeologicznych. Funkcję tę pełniła do przejścia na emeryturę.